# Meteorus rossicus
Meteorus rossicus är en stekelart som beskrevs av Telenga 1940. Meteorus rossicus ingår i släktet Meteorus och familjen bracksteklar. Inga underarter finns listade i Catalogue of Life.